# 松平信古 (上山藩主)
松平 信古（まつだいら のぶふる）は、江戸時代中期の大名。出羽国上山藩5代藩主。官位は従五位下・安房守、山城守。藤井松平家嫡流11代。

## 生涯
明和7年（1770年）1月9日（明和6年（1769年とも））、4代藩主・松平信亨の長男として誕生した。明和9年（1772年）11月11日に世子として指名され、天明7年（1787年）12月18日に従五位下、安房守に叙位・任官する。寛政2年（1790年）2月20日、父の隠居により家督を継いだ。2月21日には山城守に遷任する。
信亨時代からの藩財政の困窮に加え、相変わらず藩政改革の主導権をめぐって家臣団の争いが続いた。しかも隠居した信亨と藩主の信古は藩政を顧みず、放漫奢侈な生活を繰り返してさらなる財政難を招いたために脱藩者まで起こる始末であり、さらには改革派を疎んじて排斥した。
寛政8年（1796年）10月4日（10月14日とも）、父の後を追うように死去した。享年27。跡を弟で養子の信愛が継いだ。

## 系譜
父母
- 松平信亨（父）
- 鳥居氏（母） - 側室

正室
- 松平忠恕の娘

養子
- 松平信愛 - 実弟